# Stellantis Italy
Stellantis Italy, também conhecida simplesmente como Fiat e anteriormente como FCA Italy S.p.A. e Fiat Group Automobiles S.p.A., é a subsidiária italiana da montadora multinacional Stellantis, dedicada à produção e venda de automóveis de passageiros e comerciais leves com sede em Turim, na Itália.

## História
Em janeiro de 1979, as atividades de produção automotiva da Fiat S.p.A. foram divididas em uma nova subsidiária, a Fiat Auto S.p.A., como parte de um processo de descentralização em andamento na Fiat. Vittorio Ghidella foi nomeado CEO.
O Fiat Group Automobiles S.p.A. foi criado em 1 de fevereiro de 2007 a partir do Fiat Auto S.p.A.
Simultaneamente, as quatro divisões da Fiat Auto (Fiat, Alfa Romeo, Lancia e Fiat Veicoli Commerciali) foram transformadas em quatro Società per azioni, todas controladas 100% pela FCA. Os ex-diretores de marca se tornaram CEOs das novas sociedades, enquanto os funcionários e instalações de produção permaneceram sob a FCA.
Ao mesmo tempo, a marca Abarth foi relançada como Abarth & C. S.p.A., uma quinta sociedade independente novamente detida 100% pela FCA.
Em 15 de dezembro de 2014, o Fiat Group Automobiles Sp A. mudou o nome para FCA Italy S.p.A.; a mudança de nome foi anunciada à imprensa no dia seguinte.
A Maserati e a Ferrari não estão sob o controle da FCA Itália. A Maserati é de propriedade direta da FCA, enquanto a Ferrari se separou da FCA em 2015.

## Principais subsidiárias
- Abarth & C. S.p.A.
- Alfa Romeo Automobiles S.p.A.
- Fiat Automobiles S.p.A.
- Fiat Professional S.p.A.
- Lancia Automobiles S.p.A.